# جيش الطائفة المنصورة
جيش الطائفة المنصورة جماعة متمردة سلفية جهادية قاتلت ضد القوات الأمريكية وحلفائها المحليين خلال حرب العراق، تأسست عام 2004. انضمت الجماعة إلى القاعدة وساعدت في إنشاء مجلس شورى المجاهدين، وتنشط في محافظات الأنبار ونينوى وديالى.

## التاريخ
تأسست الجماعة على يد الشيخ أبو عمر الأنصاري وفي مايو 2004 قام جيش المنصور باختطاف عمال Interenergoservice الكسندر جوردينكو وأندريه ميشراكوف  وطالب بانسحاب القوات الأجنبية من العراق.
اكتسبت هذه الجماعة شهرة في 31 أغسطس 2005 ،  بفضل القصف بقذائف الهاون بالقرب من جسر العيم على نهر دجلة، حيث سار موكب شيعي عبره إلى قبر الإمام موسى الكاظم. نتيجة القصف، قُتل 7 أشخاص وجُرح 35،  وقدر التدمير على الجسر أن ما بين 953 و 1033 شخصًا قُتلوا وما بين 322 و 815 جريحًا.
في 15 يناير 2006 ، أعلنت منظمة تعرف باسم مجلس شورى المجاهدين في العراق عن تأسيسها. وأعلن جيش الطائفة المنصورة إحدى الجماعات المكونة له إلى جانب القاعدة في العراق وكتائب التوحيد وكتائب سراي الجهاد وكتائب الغراب وكتائب الاحول
.